# Hermann Giesler
Pour les articles homonymes, voir Giesler.
Hermann Giesler, né le 2 avril 1898 à Siegen et mort le 20 janvier 1987 à Düsseldorf, est un architecte allemand, connu pour ses réalisations sous le Troisième Reich.

## Biographie
Hermann Giesler est fils d'architecte et frère de Paul Giesler.
Il étudie l'architecture à l'Académie des arts appliqués de Munich. À partir de 1930, il travaille comme architecte indépendant. En 1933, il supervise la construction de quartiers à Sonthofen et, en 1937, devient professeur. Jusqu'à 1938, il travaille comme Ordensburg à Sonthofen, puis s'occupe de divers projets à Weimar et Augsbourg, ainsi que pour le NSDAP à Chiemsee. Il s'occupe de la rénovation de différents bâtiments (dont l'Hôtel de l'éléphant, à Weimar). En outre, il est chargé de construire la maison d'Adolf Hitler, à Munich.

### Un architecte durant leIIIeReich
En 1938, il est nommé par Hitler à l'inspection générale pour la réorganisation urbaine de Munich. Il devient plus tard un membre directeur de l'Organisation Todt. À partir de 1941, après que son collègue, l'architecte Roderich Fick, est tombé en disgrâce politique, il est chargé de la réorganisation de toute la ville de Linz. À partir de 1942, il travaille sur un projet de développement des rives du Danube, et, à partir de 1944, pour un centre culturel auquel Hitler accorde de l'importance. Il travaille sur le projet du Grand Dôme, dans le cadre de la réorganisation de la ville de Berlin (Welthauptstadt Germania). Tout au long de la guerre, Albert Speer et Giesler sont en désaccord à propos des styles architecturaux. En septembre 1944, il est décrit comme l'un des artistes les plus importants du Reich, dans la mesure où il apparaît sur la Gottbegnadeten-Liste.
Durant le conflit, il livre à la chancellerie du Reich des maquettes des projets de rénovation de la ville de Linz, maquette sur laquelle il travaille pendant plus de deux années : en effet, il présente à Hitler une maquette de Linz le 15 avril 1943, occasion de multiples échanges entre Hitler et l'architecte. En 1945, probablement le 9 février (nous connaissons la date par le journal de Walter Frentz, présent le jour de la livraison de la maquette), il livre enfin son projet définitif à Hitler impatient de la voir : montée dans la cave de la Nouvelle Chancellerie, elle fait l'objet de nombreuses visites de Hitler et de ses visiteurs, obligés d'aller la voir.
Dans les jours qui suivent, il défend l'idée, face à Goebbels, de la possibilité de reconstruire les villes du Reich en cinq années au maximum, ce qui enthousiasme le ministre de la Propagande, revigoré par ces échanges.

### Après-guerre
Après la guerre, il écrit Ein anderer Hitler (Un autre Hitler), récit de ses relations avec le Führer. Il meurt en 1987 à Düsseldorf.

## Sources
- (en) Cet article est partiellement ou en totalité issu de l’article de Wikipédia en anglais intitulé « Hermann Giesler » (voir la liste des auteurs).